# Tony Denman
Anthony Richard Denman (Minneapolis, 22 ottobre 1979) è un attore statunitense.
Fa il suo esordio cinematografico a 15 anni, nel film Little Big League. Lavora sia nel cinema che nella televisione. Nel 1996, Joel Coen lo sceglie per interpretare Scotty Lundegard nel film premio Oscar Fargo.

## Filmografia parziale

### Cinema
- Little Big League (1994)
- Angus (1995)
- Fargo (1996)
- Go - Una notte da dimenticare (Go) (1999)
- Blast (2000)
- Poor White Trash (2000)
- Dead Above Ground (2002)
- Barely Legal - Doposcuola a luci rosse (National Lampoon's Barely Legal), regia di David Mickey Evans (2003)
- Dorm Daze - un college di svitati (National Lampoon Presents Dorm Daze) (2003)
- National Lampoon's Dorm Daze 2 (2006)
- Transylmania (2009)

### Televisione
- Wolf Girl - film TV (2001)
- La lista di Babbo Natale (Naughty or Nice), regia di David Mackay - film TV (2012)